# 翠鱧
翠鱧為輻鰭魚綱鱸形目鱧科的其中一種，分布於亞洲阿富汗、巴基斯坦、尼泊爾、印度、斯里蘭卡、孟加拉、緬甸及中國雲南省的淡水流域，體長可達31公分，棲息在泥底質的沼澤、湖泊、溪流、池塘，屬肉食性，以蠕蟲、昆蟲、小魚等為食，可作為觀賞魚及食用魚。

## 擴展閱讀
維基物種上的相關：翠鱧
1. ↑  Chaudhry, S.; de Alwis Goonatilake, S.; Fernado, M.; Kotagama, O. . The IUCN Red List of Threatened Species. 2019, 2019: e.T166437A60584432  [12 November 2021]. doi:10.2305/IUCN.UK.2019-3.RLTS.T166437A60584432.en .